# Drymonia microphylla
Drymonia microphylla är en tvåhjärtbladig växtart som beskrevs av Wiehler. Drymonia microphylla ingår i släktet Drymonia och familjen Gesneriaceae. Inga underarter finns listade i Catalogue of Life.